# Jędrzejówka (województwo podkarpackie)
Jędrzejówka – wieś w Polsce położona w województwie podkarpackim, w powiecie lubaczowskim, w gminie Narol.
| SIMC    | Nazwa    | Rodzaj    |
| ------- | -------- | --------- |
| 0606843 | Michalec | część wsi |
| 0606850 | Piaski   | część wsi |

W latach 1975–1998 miejscowość administracyjnie należała do województwa przemyskiego.
Wieś położona jest na pograniczu Kotliny Narola i płaskowyżu Łówczy, na lewym brzegu Tanwi. Pierwotnie nazywała się Łapajówka. W czasie I wojny światowej miała tu miejsce epidemia cholery. Zmarli byli grzebani w pobliskim lesie, obecnie stoi tam krzyż pochodzący z ok. 1848 roku. W 1936 roku wybudowano na Jędrzejówce Dom Strzelca, który po II wojnie światowej wykorzystywany był jako szkoła, w 2019 roku budynek ten został wyremontowany i jest wykorzystywany jako Dzienny Dom Seniora.
Wierni Kościoła rzymskokatolickiego należą do parafii św. Andrzeja Apostoła w Lipsku.